# DEATH NOTE -デスノート- キラゲーム
『DEATH NOTE -デスノート- キラゲーム』は、2007年2月15日にコナミデジタルエンタテインメントから発売されたニンテンドーDS専用ゲーム。漫画『DEATH NOTE』を原作としている。

## 概要
キラとLの闘いを再現して作られたという設定の架空のゲーム「キラゲーム」を「DEATH NOTE」の作中人物がプレイしているという設定の下、登場人物の中に紛れ込んだ「キラ」及び「L」を会話によって探し出し脱落させていく。なおこのゲームで呼称される「キラ」「L」はあくまでキラゲーム内の役職であり、「キラ＝夜神月」「L＝竜崎」というわけではない。
使用できるキャラは全部で19人で、ゲームで描かれていない「第2部」の登場人物（ニア・メロ・魅上・夜神月（黒））は隠しキャラとなっている。キラゲームは『汝は人狼なりや?』をベースとしている。

## ストーリー
竜崎の要請に基づき月が加わった日本捜査本部で、新たな捜査手法として「キラゲーム」が取り入れられた。キラゲームはインターネット上のキラ信奉者達によって自然発生的に生まれたゲームで、竜崎は捜査本部内でこれをプレイすることで、依然正体不明であるキラのプロファイリングを目論んでいた。
当初は疑問視されたこの捜査だったが次第に成果を挙げていき、いつしか捜査本部内には「意見が分かれたらキラゲームで決める」という不文律が生まれ始める。

## ゲームモード

### ストーリーモード
作中のキャラクターとキラゲームで対戦し、特定の条件を満たすことでストーリーを進めていく。チュートリアル・隠しステージを含め全13ステージ。
ステージクリア条件は「キラもしくはLでゲームに勝利する」というのが基本形だが、まれに「キラとして検挙される」といった変わった条件も出題される。
クリア条件とは別にもう一つ「ボーナス条件」も設けられており、これをクリアして「リンゴ」を集めることで、対戦で使用できるキャラクターが増える。

### 対戦モード
ワイヤレス通信で2人対戦を行う。プレイヤーが演じられるのは「キラ」「L」のどちらかなので、相手プレイヤーがどのキャラクターを操作しているかを当てるのが主な争点となる。なおNPCとプレイヤーの見分けをつかなくするため、このモードに限り制限時間がある。

### シングルモード
自由なルールと組み合わせでNPCと対戦する。

## キラゲームのルール
参加者の中に「キラ」「L」がそれぞれ一人ずつ存在し、残りの人物が「捜査官」となる。

### 基本的なシステム
登場人物は「発言力」「疑惑度」「信頼度」という3つのステータスを持ち、発言によってこれらを調整しながら自分の都合のいいように話を進めていく。
発言力
発言及び同調・対抗によって消費されるポイント。初期最大値は100で、下限は20。自分の発言時に、周囲からの信頼度に応じて回復する。キラ・Lは捜査官を脱落させるとそれぞれ発言力の最大値が減少する。
疑惑度
キラとして疑われている度合いを示すゲージ。これが高い者には「疑惑マーク」が付き、疑惑マークが付いている者は投票されやすくなる。
信頼度
他の参加者から受けている信頼を示すゲージ。最大値は100。初期値は各キャラ固有で、作中設定に基づいて設定されている。
- 発言には大きく分けて「信頼度↑、疑惑度↓」「信頼度↓、疑惑度↑」「疑惑度↑」「必殺発言」の4種類があり、誰か一人に対しこれらの発言をすることができる。効力が大きくリスクの小さいものほど発言力の消費が大きい。
- 他のキャラの発言に対しては「同調」して効果を高める事や、「反論」して効果を逆転することができ、その都度発言力を消費する。反論された者は倍の発言力を消費する「対抗発言」を使ってさらに反論することも可能だが、対抗発言がさらなる対抗発言によって退けられた場合は発言の効果が倍加する。
- 「必殺発言」は発言力を大きく消費する強力な発言であり、全員共通の「発言力全回復」「発言力最大値10上昇」「全員疑惑度↑」「全員疑惑度↓」の4つと、各キャラ専用のものが一つずつ用意されている。
- 発言をパスすることも可能。ただし、パスすると疑われやすくなる。
- 各キャラが1～3回ずつ発言すると1ターンが終了する。
- ターン終了後、それぞれ「キラ」だと思う者に一票ずつ投じ、過半数の票を獲得した者がキラとして「検挙」され、ゲームから脱落する。票が過半数に達しなかった場合は誰も検挙されない。勝利が確定しなければ、「Lの推理」「キラの裁き」を経て次のターンへ移る。
- これを繰り返し、「キラ」もしくは「L」が脱落すればその時点で勝利が決まる。

| キャラクター   | 効果                                                                               |
| -------------- | ---------------------------------------------------------------------------------- |
| 夜神月(白)     | 自分の疑惑度を0にする                                                              |
| 弥海砂         | 指定した人物の自分に対する信頼度を100にする                                        |
| 夜神総一郎     | 全員の自分に対する信頼度を一律60にする                                             |
| 松田桃太       | 全員の発言力を最大10奪って自分の発言力に加える                                     |
| 相沢周市       | 指定した人物の自分に対する信頼度を100にして更に疑惑度を0にする                     |
| 模木完造       | 全員の発言力最大値を10減らす                                                       |
| ワタリ         | 全員の疑惑度を一律20減らす                                                         |
| 竜崎           | 全員の疑惑度を一律50にする                                                         |
| レイ＝ペンバー | 発言力の最大値を10増やして更に最大値まで回復する                                   |
| 南空ナオミ     | 指定した人物と自分の疑惑度の値を取り替える                                         |
| 夜神粧裕       | 全員の発言力を一律40にする                                                         |
| 高田清美       | 指定した人物の発言力を40減らす                                                     |
| 奈南川零司     | 自分以外の疑惑度が一番高い人物の疑惑度を100にする                                  |
| 火口卿介       | 自分の発言力の最大値を40増やす                                                     |
| 尾々井剛       | 全員の疑惑度を一律20増やす                                                         |
| ニア           | 指定した人物の発言力を0にする                                                      |
| メロ           | 指定した人物の自分に対する信頼度を100にして更に同時に自分以外に対しては全て0にする |
| 魅上照         | 疑惑マークがついている全員から疑惑マークを１つずつ消す                             |
| 夜神月(黒)     | 指定した人物の発言力最大値を30減らす                                               |

### キラ
- キラの勝利条件はLを誤認逮捕させるか、「キラの裁き」で葬ることである。また、生存者がキラとLの二人だけになった場合もキラの勝利となる。
- キラは特定の人物の「信頼度」を100にすることにより、誰がLであるかの情報を得る事が出来る。得られる情報は「○と○はLではない」「○もしくは○がLである」「〇は崇拝者」の3種類。
- キラは投票の後、Lと思われる者を一人指定して強制的に脱落させる「キラの裁き」（デスノートの使用）を行うことが出来る。ただし、Lでない捜査官を誤って裁いた場合、次のターンからキラの発言力の最大値が半分になるという大きなペナルティがある。このため、誰がLであるかの確定情報が無い場合は、Lの誤認逮捕を狙う方がリスクが少ない[2]。裁きをパスすることも可能。
- 捜査官の中には1名だけ、キラに味方する「崇拝者」（後述）が存在する。ただし、キラ側からは崇拝者が誰であるかは分からない。崇拝者が脱落しても特別なペナルティは無く、あくまで捜査官の脱落と同じ扱いである。
- ルール上、「信頼度を100にしようとしている」「見境なく複数の疑惑度を上げる」「誤った裁きが行われた後にパスする」者はキラであると疑われる。

### L
- Lの勝利条件はキラの検挙である。
- Lは投票終了後、生存者の中から1名を指定して「推理」し、キラであるかどうかの確定情報を得る事が出来る。ただしここでキラが断定されたとしても、Lが勝利するには投票によって検挙しなければならない。
- 投票によって捜査官が誤認逮捕された場合は、Lの最大発言力が20低下する。
- ルール上、「特定の人物の疑惑度を上げる」「信頼度を考慮しない」者はLであると疑われる。
- 『人狼』とは異なり、Lは捜査官が何人生き残ったとしても、自身が脱落すれば即敗北となる。

### 捜査官
- キラとL以外のキャラクターの役職。NPC専用の役職で、プレイヤーが操作することはできない。
- 捜査官には1名だけ、キラを信奉し味方する「崇拝者」が存在する。崇拝者はゲーム上捜査官として扱われるが、キラが誰であるかを知っており、キラの疑惑度を下げたり、他の人物の疑惑度を上げたりとキラを支援する。ただしキラ側は崇拝者が誰であるかを知ることはできず、誤って殺されてしまうこともある。

キャラクター
隠しキャラ、バグキャラ含んで20人。
夜神月(白)、竜崎、弥海砂、夜神総一郎、松田桃太、相沢周市、南空ナオミ、夜神粧裕、高田清美、模木完造、ワタリ、レイ=ペンバー、奈南川零司、火口卿介、尾々井剛
隠しキャラ
ニア：リンゴ5個、メロ：リンゴ10個、魅上照：リンゴ15個、夜神月(黒)：リンゴ20個
バグキャラ
レム
シングルモード選択後、すぐに魅上の右横をタッチし続けると高田になる。そのままスタートするとレムになる。ただし必殺発言するとフリーズする。なお、夜神月(黒)は必殺発言が異なる。